# Harold Reid
Harold Reid (Staunton, Virginia, 21 de agosto de 1939; 24 de abril de 2020 ) é o ex- cantor do grupo de musica country vocal The Statler Brothers. Ele escreveu e co-escreveu 17 canções que foram hit singles para o grupo, incluindo "Bed of Rose" e o # 1 hit "Do You Know You Are My Sunshine". Este último foi escrito com seu irmão mais novo, Don Reid , o vocalista do grupo The  Statler Brothers que se aposentou depois de uma turnê de despedida em 2002.